# Quốc kỳ Ấn Độ

Biểu tượng Ashoka Chakra

Quốc kỳ Ấn Độ (tiếng Hindi: भारत का ध्वज; tiếng Anh: Flag of India) là một cờ tam tài ngang gồm vàng nghệ thẫm, trắng và lục Ấn Độ; cùng một thiết kế bánh xe 24 nan hoa gọi là Ashoka Chakra màu lam nằm tại trung tâm. Thiết kế hiện nay được thông qua trong một cuộc họp của Nghị hội vào ngày 22 tháng 7 năm 1947, khi đó nó trở thành quốc kỳ chính thức của Quốc gia Tự trị Ấn Độ. Sau đó, nước Cộng hòa Ấn Độ vẫn giữ lại thiết kế quốc kỳ này. Tại Ấn Độ, thuật ngữ "cờ tam tài" (tiếng Hindi: तिरंगा) hầu như luôn đề cập đến quốc kỳ Ấn Độ. Thiết kế quốc kỳ Ấn Độ dựa trên thiết kế cờ Swaraj, là một cờ hiệu của Đảng Quốc Đại Ấn Độ do Pingali Venkayya thiết kế.
Theo luật định, quốc kỳ được làm từ một loại vải kéo sợi bông hoặc tơ bằng tay đặc biệt mang tên khadi, loại vải này được Mahatma Gandhi phổ biến. Cục tiêu chuẩn Ấn Độ đặt ra quy định về cách thức chế tạo và các chi tiết kỹ thuật của quốc kỳ. Quyền chế tạo quốc kỳ do Ủy ban Khadi và Công nghiệp thôn làng nắm giữ, ủy ban phân phối cho các tổ khu vực. Trong năm 2009, Karnataka Khadi Gramodyoga Samyukta Sangha là hãng độc quyền trong việc chế tạo quốc kỳ.
Luật Quốc kỳ Ấn Độ và các luật khác liên quan đến những biểu tượng quốc gia điều chỉnh việc sử dụng quốc kỳ. Luật ban đầu cấm các cá nhân công dân sử dụng quốc kỳ ngoại trừ trong những ngày quốc lễ như ngày Độc lập và ngày Cộng hòa. Năm 2002, Tòa án Tối cao Ấn Độ lệnh cho Chính phủ Ấn Độ sửa đổi luật nhằm cho phép các cá nhân công dân được sử dụng quốc kỳ. Sau đó, nội các liên bang sửa đổi luật để cho phép sử dụng hạn chế.

## Thiết kế
| Kích cỡ quốc kỳ | Dài và rộng (mm) | Kích cỡ Ashoka Chakra (mm) |
| --------------- | ---------------- | -------------------------- |
| 1               | 6300 × 4200      | 1295                       |
| 2               | 3600 × 2400      | 740                        |
| 3               | 2700 × 1800      | 555                        |
| 4               | 1800 × 1200      | 370                        |
| 5               | 1350 × 900       | 280                        |
| 6               | 900 × 600        | 185                        |
| 7               | 450 × 300        | 90                         |
| 8               | 225 × 150        | 40                         |
| 9               | 150 × 100        | 25                         |

Theo luật Quốc kỳ Ấn Độ, quốc kỳ Ấn Độ có tỷ lệ dài và rộng là 3:2. Cả ba sọc trên quốc kỳ Ấn Độ cần bằng nhau về chiều rộng và chiều dài. Kích cỡ của Ashoka Chakra không được định rõ trong luật Quốc kỳ, song Ashoka Chakra phải có 24 nan hoa có khoảng cách đồng đều. Trong đoạn 4.3.1 của "IS1: các tiêu chuẩn chế tạo cho quốc kỳ Ấn Độ", có một biểu đồ chi tiết về kích cỡ của Ashoka Chakra trong chín kích cỡ cụ thể của quốc kỳ. Trong cả luật Quốc kỳ và IS1 đều ghi rằng Ashoka Chakra được in hoặc vẽ lên quốc kỳ bằng màu lam sẫm. Bên dưới là danh sách tông màu quy định cho toàn bộ các màu sử dụng trên quốc kỳ, ngoại trừ màu lam sẫm. Màu lam sẫm có thể thấy trong tiêu chuẩn IS:1803–1973.
| Màu                        | X     | Y     | Z     | Độ chói |
| -------------------------- | ----- | ----- | ----- | ------- |
| Trắng                      | 0.313 | 0.319 | 0.368 | 72.6    |
| Vàng nghệ Ấn Độ (Kesariya) | 0.538 | 0.360 | 0.102 | 21.5    |
| Lục Ấn Độ                  | 0.288 | 0.395 | 0.317 | 8.9     |

## Tượng trưng
Mahatma Gandhi đề xuất lần đầu một hiệu kỳ trước Đảng Quốc Đại vào năm 1921. Hiệu kỳ do một nhà nông học đến từ Machilipatnam là Pingali Venkayya thiết kế. Tại trung tâm là một guồng xe sợi truyền thống, tượng trưng hóa mục tiêu của Gandhi là khiến cho người Ấn Độ tự lực bằng cách sản xuất trang phục của mình. Thiết kế sau đó được sửa đổi để thêm một sọc trắng tại trung tâm nhằm tượng trưng cho các cộng đồng tôn giáo khác, và làm nền cho guồng xe sợi. Sau đó, nhằm tránh liên kết các hiệp hội tông phái với phối màu, vàng nghệ, trắng và lục được lựa chọn cho ba dải, lần lượt đại diện cho dũng khí và hy sinh, hòa bình và chân thực, tín nhiệm và thượng võ.
Một vài ngày trước khi Ấn Độ độc lập ngày 15 tháng 8 năm 1947, Nghị hội quyết định rằng quốc kỳ Ấn Độ cần phải được toàn bộ các chính đảng và cộng đồng chấp thuận. Do vậy, một phiên bản sửa đổi của hiệu kỳ Swaraj được lựa chọn; vẫn là cờ tam tài vàng nghệ, trắng và xanh. Tuy nhiên, charkha bị thay bằng Ashoka Chakra nhằm tượng trưng cho guồng xoay bất diệt theo luật. Triết gia Sarvepalli Radhakrishnan, người sau này trở thành Phó Tổng thống đầu tiên và Tổng thống thứ nhì, giải thích về quốc kỳ được thông qua và mô tả ý nghĩa của nó như sau:
| “ | Bhagwa hay màu nghệ biểu thị sự hy sinh hoặc vô tư. Các lãnh tụ của chúng ta phải quan tâm đến lợi ích vật chất và hiến dân bản thân cho công việc của họ. Màu trắng tại trung tâm là ánh sáng, con đường chân lý hướng dẫn hành vi của chúng ta. Màu lục thể hiện liên hệ của chúng ta với đất, liên hệ của chúng ta với thực vật sống trên đó, là thứ mà toàn bộ những sinh mệnh khác dựa vào. "Ashoka Chakra" tại trung tâm của dải trắng là bánh xe của pháp. Chân lý hay satya, dharma hay đức phải là nguyên tắc kiểm soát những người làm việc dưới quốc kỳ này. Tiếp đến, bánh xe biểu thị chuyển động. Có tử vong trong đình trệ. Có sinh mệnh trong chuyển động. Ấn Độ không nên chống lại hơn nữa sự thay đổi, nó cần phải chuyển động và tiến về phía trước. Bánh xe đại diện cho thuyết động lực về một thay đổi hòa bình. | ” |